# Rizó (Ioánnina)
Rizó, en grec moderne : Ριζό, est un village du dème de Zítsa, district régional d'Ioánnina, en Épire, Grèce.
Selon le recensement de 2011, la population du village compte 32 habitants.